# Karojba
Karojba je općina u Hrvatskoj. Nalazi se u Istarskoj županiji.

## Općinska naselja
Općina Karojba osnovana je 1997. godine izdvajanjem iz općine Motovun. Ukupna površina iznosi 34,66 km2, a prema popisu stanovništva iz 2011. godine ima 1438 stanovnika. Sastoji se od četiri veća naselja: Karojbe, Motovunskih Novaki, Rakotula i Škropeti. Stanovništvo se pretežito bavi poljoprivredom (vinogradarstvo, a u posljednje vrijeme javlja se i maslinarstvo).
Naselje Karojba se prvi put spominje u dokumentima 1258, a sam toponim potječe od latinskog quadruvium (križanje dviju cesta). O kontinuiranoj naseljenosti prostora svjedoče i antički spomenici pronađeni u crkvici sv. Andrije na groblju u Karojbi sagrađenoj u 13. stoljeću.
Naselje Motovunski Novaki nalazi se 4 km jugoistočno od Karojbe. Naselje je u 13. stoljeću bilo središte feuda akvilejskih patrijarha, a od 1330. godine pripalo je Motovunu, kasnije plemićkoj obitelj Polesini (od nekadašnje palače Polesini danas je sačuvan samo portal).
Iako nikada nije imalo status župe, naselje Škropeti postat će prema demografskoj procjeni do 2020. godine naselje s najvećim brojem stanovnika na području općine Karojba (trenutno na trećem mjestu)! Stanovništvo se u značajnoj mjeri bavi obrtima (cestovni prijevoz, zemljani radovi, zidari, keramičari, kamenoklesari i sl.).
Župa Rakotule osnovana je 1580. godine. Župna crkva sv. Roka sagrađena je u 16. stoljeću (dograđivana 1861. i 1934. godine, a zvonik je sagrađen 1850.). U crkvici Sv. Nikole na groblju u Rakotulama koju su sagradili u 14. stoljeću članovi motovunskog ogranka mletačkih patricija Barbo, sačuvano je najreprezentativnije djelo zidnog slikarstva u Istri – freske koje su djelo dvojice talijanskih majstora iz sredine 14. stoljeća, a prikazuju narativne prizore legendi o Sv. Nikoli (rođenje, obaranje Artemidinog drva, darivanje tri siromašne djevojke i siromašnog plemića). Na freskama je i poznati glagoljski natpis anonimnog glagoljaša.
U svim župama prvi učitelji bili su obično svećenici. Tako je 1912. sagrađena zgrade osnovne škole u Močibobima kada je i započela nastava na hrvatskom jeziku sve do 1924. godine kada se uvodi nastava na talijanskom jeziku sve do 1943. godine (doba fašističke vladavine). Od 1945. godine otvorena je osnovna škola u župnoj kući u Karojbi, a od 1964. godine škola se odvija u tada nedovršenoj zgradi zadružnog doma.

## Zemljopis
Općina pokriva područje u središnjoj Istri, smješteno od 45°15' do 40°20' sjeverne geografske širine i od 11°15' do 11°30' istočne geografske dužine s površinom od 34,66 km2.
Zapadni dio općine graniči s općinama Višnjan i Vižinada, sjeverni dio s općinom Motovun, istočni i jugoistočni dio s Gradom Pazinom te jugozapadni dio s općinom Tinjan.
U sjevernom i istočnom području općine nalaze se većina naselja i tu je naseljenost gušća u odnosu na južno područje, koje je gotovo nenaseljeno. Od ukupno 39 sela i zaselaka, najveće naselje je Karojba, koje se nalazi na križanju cesta prema Pazinu, Motovunu i Poreču. Osim Karojbe kao najvećeg naselja, postoje još tri veća naselja: Motovunski Novaki, Škropeti i Rakotule oko kojih su se grupirala manja sela i zaseoci kako slijedi:
- Karojba: Močibobi, Soldatići, Rabotani, Kamenavas, Labinjani, Bezjaki, Kvešti.
- Motovunski Novaki: Brigi, Lakošeljci, Jugovci, Klambeši, Kontići, Križmani, Margaroti, Pilati, Rupići, Vuki.
- Škropeti: Francovići, Fideli, Žudigi, Peckini, Ciganići, Livaki.
- Rakotule: Konobari, Kramari, Kuzmi, Martineli, Milići, Močitada, Nadalini, Pahovići, Pupičići, Rapki, Radoslavi, Špinovci.

Cijelo područje općine je poligonalnog oblika s najnižom točkom od 18 metara nadmorske visine, a najvišom 434 metara nadmorske visine. Prema staroj podjeli Istre, smještena je svojim jugozapadnim dijelom u "crvenoj Istri", a sjeveroistočnim u "sivoj Istri". Područje ne dopire do mora, ali su malene udaljenosti do njega (oko 14 km).
Ova neposredna blizina mora i tome odgovarajuće klimatske prilike, osnovno su obilježje cjelokupne vegetacije, koju na cijelom području izgrađuju mediteranski florni elementi. Međutim, u pogledu uže podjele područja i raširenosti glavnih vegetacijskih tipova, od posebnog je ovdje značaja reljef, koji osebujnošću svog izgleda i vegetacijskog pokrova daju osnovno obilježje Istre kao cjeline i čini je toliko različitom od ostalih krajeva Hrvatske. 
Ovo područje prema reljefu, možemo podijeliti na dva bitna dijela: krška zaravan jugozapadnog dijela i
brdovito flišno područje sjeveroistočnog dijela.

## Stanovništvo
Po popisu stanovništva iz 2011. godine, općina Karojba imala je 1438 stanovnika, raspoređenih u 4 naselja:
- Karojba – 398
- Novaki Motovunski – 383
- Rakotule – 226
- Škropeti – 431

Dobna struktura:
- 0 – 14 god. – 241 (16,8 %)
- 15 – 64 god. – 974 (67,7 %)
- 65 i više god. – 223 (15,5 %)

Prosječna dob stanovnika općine je 40,3 godine (druga najmlađa općina u Istarskoj županiji).
Spolna struktura:
- muškarci – 713 (49,58 %)
- žene – 725 (50,42 %)

Narodnosna struktura:
Hrvati 1183 (82,3 %), regionalno opredijeljeni 221 (15,4 %), Talijani 20 (1,4 %)
Vjerska struktura:
katolici 1407 (97,8 %), ateisti 12 (0,8 %), pravoslavni 4 (0,3 %), muslimani 4 (0,3 %)
| broj stanovnika | 1233  | 1275  | 1371  | 1560  | 1596  | 1809  | 1892  | 2047  | 2140  | 2131  | 1801  | 1573  | 1558  | 1470  | 1489  | 1438  | 1404  |
|                 | 1857. | 1869. | 1880. | 1890. | 1900. | 1910. | 1921. | 1931. | 1948. | 1953. | 1961. | 1971. | 1981. | 1991. | 2001. | 2011. | 2021. |

| broj stanovnika | 394   | 407   | 472   | 548   | 569   | 608   | 638   | 666   | 771   | 769   | 640   | 573   | 538   | 500   | 453   | 398   | 413   |
|                 | 1857. | 1869. | 1880. | 1890. | 1900. | 1910. | 1921. | 1931. | 1948. | 1953. | 1961. | 1971. | 1981. | 1991. | 2001. | 2011. | 2021. |

## Poznate osobe
- Ante Bartolić (1937. – 2004.), liječnik, bavio se proučavanjem povijesti zdravstva, etnomedicine te povijesnog nasljeđa u seoskim zajednicama.
- mons. Marijan Bartolić (1928. – 2016.), svećenik, kapelan Njegove Svetosti Ivana Pavla II., generalni vikar biskupije
- Mons. dr. Mario Pavat (1924. – Rim, 1996.), svećenik, počasni papinski prelat, od 1960. djelovao u službi Sv. Stolice, pri Kongregaciji za sakramente.
- mons. Ivan Bartolić (1921. – 2016.), svećenik, kanonik Porečkog stolnog kaptola, glazbenik
- Just Ivetac, novinar i publicist
- Ante Drndić,[5] član KPH, hrvatski rodoljub i prvoborac, istarski emigrant, profesor u Šibeniku, brat Ljube Drndića, sin Ede Drndića[6][7]
- Ljubo Drndić,[5] hrvatski rodoljub i prvoborac, istarski emigrant, brat Ante Drndića i sin Ede Drndića
- Edo Drndić, istarski hrvatski rodoljub i prvoborac, narodnjak[6][7]
- Ante Močibob, svećenik, urednik i prevoditelj

## Obrazovanje
OŠ Vladimira Nazora Pazin, PŠ Karojba
http://www.os-vnazora-pazin.skole.hr/ps/karojba

## Vanjske poveznice
- Službene stranice Općine Karojba